# Xã Hillsboro, Quận Traill, Bắc Dakota
Xã Hillsboro (tiếng Anh: Hillsboro Township) là một xã thuộc quận Traill, tiểu bang Bắc Dakota, Hoa Kỳ. Năm 2010, dân số của xã này là 132 người.